# Erich Klossowski
Erich Klossowski armoiries Rola, né le 19 décembre 1875 à Ragnit (province de Prusse-Orientale) et mort le 23 janvier 1949 à Sanary-sur-Mer (Var), est un historien de l'art et un peintre allemand naturalisé français.

## Biographie
Erich Klossowski est issu d'une vieille noblesse polonaise du clan Rola, le fils de Leonard Klossowski, avocat, notaire et juge à Ragnit (alors en Prusse) et Lisbeth Doeurk de Fréval.
Il épouse Elisabeth Spiro dite Baladine Klossowska (1886-1969), sœur du peintre Eugene Spiro, qui est elle-même artiste peintre, élève de Pierre Bonnard et muse de Rainer Maria Rilke qui la surnomme Merline. Le couple divorce en 1917.
Il est le père de Pierre Klossowski et de Balthus. Il est un proche de son compatriote Wilhelm Uhde qu'il accueille lors de son arrivée à Paris.